# Euploea okinawanis
Euploea okinawanis är en fjärilsart som beskrevs av Jinhaku Sonan 1926. Euploea okinawanis ingår i släktet Euploea och familjen praktfjärilar. Inga underarter finns listade i Catalogue of Life.